# 聖母子の画像を崇める聖グレゴリウスと諸聖人

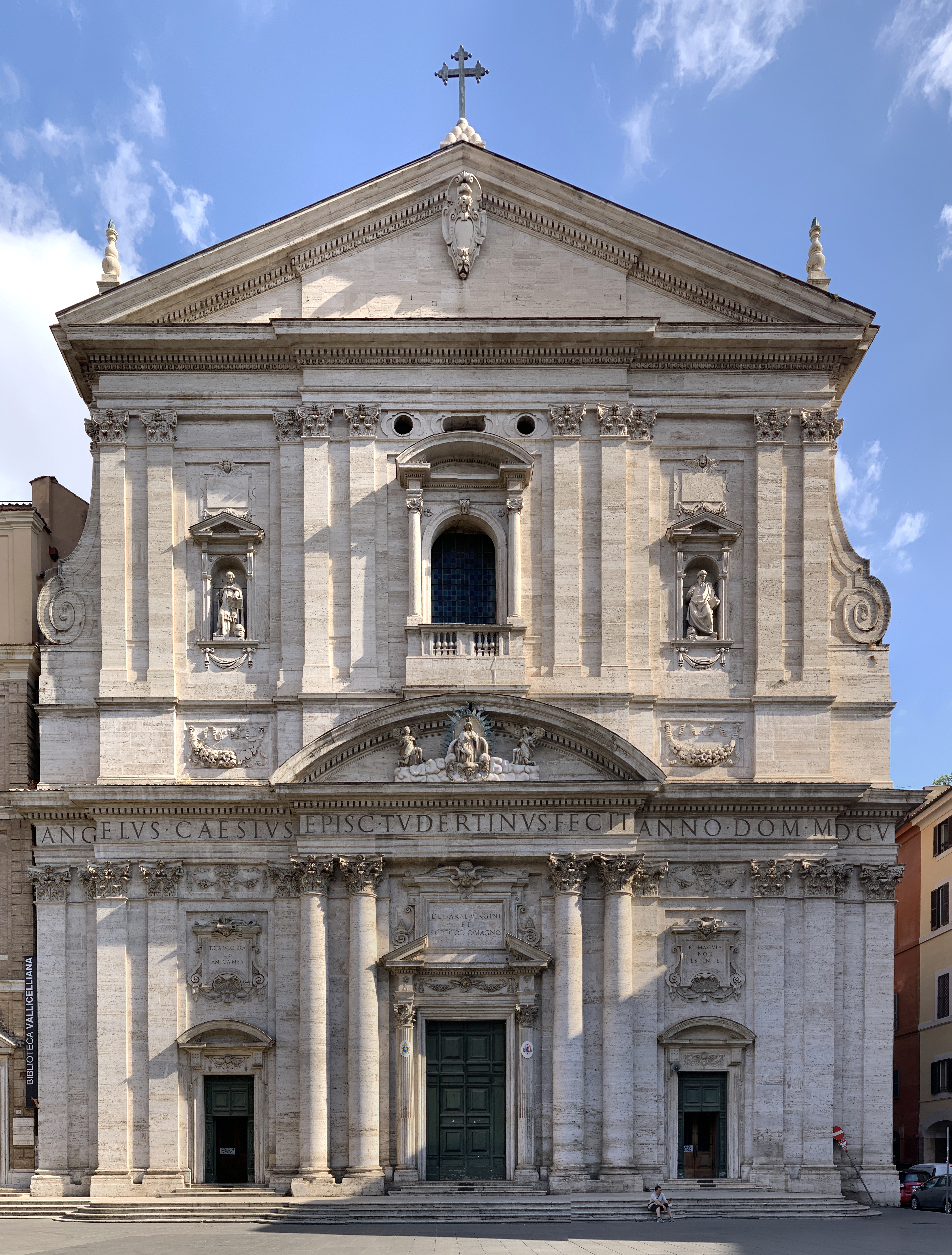
サンタ・マリア・イン・ヴァリチェッラ教会（ファサード）。2021年撮影。

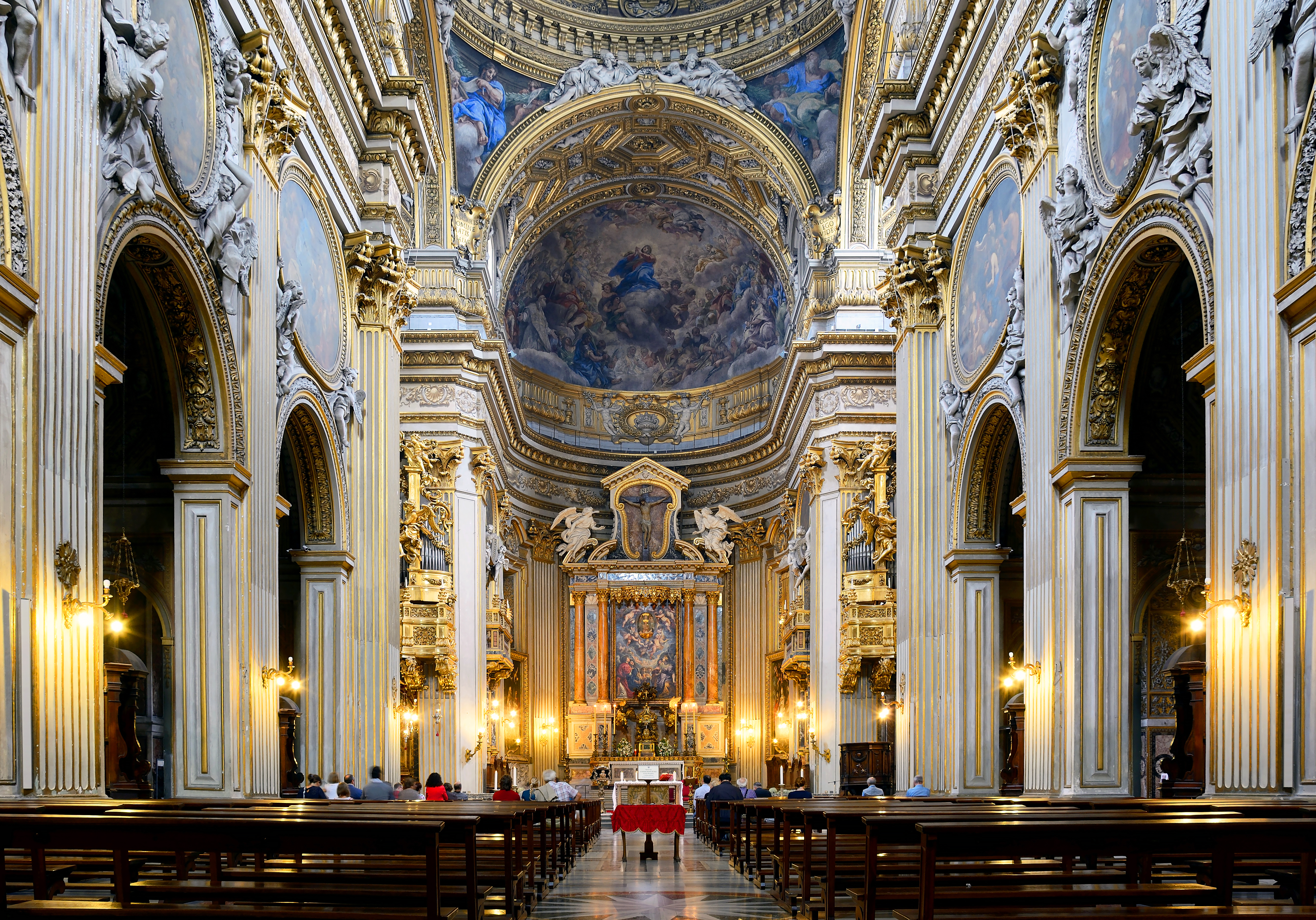
現在の主祭壇と教会堂の内装。2015年撮影。

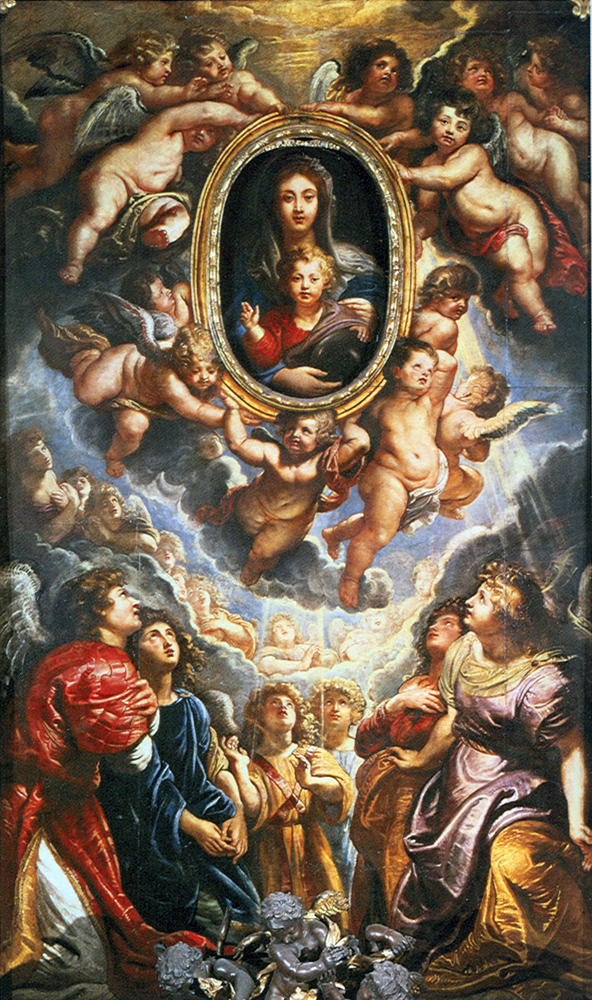
第2作目『ヴァリチェッラの聖母』。1608年。サンタ・マリア・イン・ヴァリチェッラ教会所蔵。

『聖母子の画像を崇める聖グレゴリウスと諸聖人』（せいぼしのがぞうをあがめるせいグレゴリウスとしよせいじん、英: Saint Gregory with other saints venerating the image of the Virgin and Child）、『諸聖人に囲まれる聖グレゴリウス』（英: Saint Gregory the Great Surrounded by other Saints）あるいは『聖グレゴリウスの法悦』（英: The Ecstasy of St Gregory the Great）として知られる『サンタ・マリア・イン・ヴァリチェッラとして知られる奇跡の聖母子像を崇敬する、男女の諸聖人に囲まれた教皇聖グレゴリウス』（仏: Saint Grégoire pape, entouré de saints et de saintes, vénérant l'image miraculeuse de la Vierge à l'Enfant, dite de Santa Maria in Vallicella）は、バロック期のフランドルの巨匠ピーテル・パウル・ルーベンスが1606年から1607年に制作した絵画である。油彩。初期のイタリア時代を代表する大作の1つで、ローマのオラトリオ会のサンタ・マリア・イン・ヴァリチェッラ教会の主祭壇画として制作された。現在はグルノーブルのグルノーブル美術館に所蔵されている。油彩による構図素描がロンドンのコートールド・ギャラリーとベルリンの絵画館に所蔵されている。

## 制作経緯
サンタ・マリア・イン・ヴァリチェッラ教会はもともと中世に建設された教会である。1575年にローマ教皇グレゴリウス13世によってオラトリオ会に与えられると、教会堂は取り壊されてキエザ・ヌォーヴァ（新教会）が建設された。その際、隣接する家屋から中世のフレスコ画の断片が取り外され、信者たちの信仰のために側廊礼拝堂の祭壇に設置された。このフレスコ画は天使たちの間に聖母マリアと祝福する幼児イエス・キリストを描いた聖母子像で、信仰心のない人間が聖母子像に石を投げて傷つけたとき、聖母は涙を流したと伝えられている。オラトリオ会はキエザ・ヌォーヴァが建設されると、教会堂の内装を整えるために後援者を求めた。1596年、ミラノの枢機卿フェデリコ・ボッロメオの後援により、主祭壇の設置と内陣の装飾が可能となり、ウルビーノ出身の画家フェデリコ・バロッチに「マリアの誕生」を主題とする祭壇画が発注される予定であった。ところが教会堂を建設した際の最大の後援者であった枢機卿アンジェロ・チェージが1606年に死去し、さらに同年8月2日、オラトリオ会の上層部が奇跡の聖母子像を側廊礼拝堂から主祭壇に移すことを決定したことにより装飾計画は白紙に戻された。
その後、ジェノヴァの出身で、教皇庁の財務官を務め、のちに枢機卿となったジャコモ・セッラが新たな後援者となったが、この人物は祭壇画発注の資金を提供する代わりに、自分の選んだ画家に祭壇画を発注することを求めた。こうして選ばれたのが当時マントヴァ公ヴィンチェンツォ1世・ゴンザーガの宮廷画家であったルーベンスだった。セッラは同郷出身のニッコロ・パラヴィチーニの紹介でルーベンスと知り合っていた。ニッコロはルーベンスに『キリストの割礼』（Besnijdenis van Christus）を発注したマルチェロ・パラヴィチーニ神父の弟である。

しかしオラトリオ会にとって、異国出身で見知らぬ画家であったルーベンスは望ましい人選ではなかった。彼らはセッラの申し出を受け入れたものの、いくつかの厳しい条件をルーベンスに突きつけた。そのため、ルーベンスは最初に具体的な見本で画家としての力量を示し、制作費の一部を負担しなければならなかった。また主題に関しては発注者の指示に全面的に従わなければならず、指示があればそのたびに素描で記録し、さらに完成した祭壇画が気に入らなかった場合、発注者は祭壇画を制作者に突き返すことができることを認めなければならなかった。それでもこの発注はルーベンスにとって非常に名誉あるものであった。ルーベンスはマントヴァ公の秘書官に宛てた手紙の中で次のように述べている。

現在、ローマで最高の最も名誉ある注文を目前にし、何としてもこの機会を掴まなければならないという野心に駆り立てられています。オラトリオ会のサンタ・マリア・イン・ヴァリチェッラ教会の主祭壇画の注文です。この教会は、今日ローマで最も有名かつ最も参詣者の多い教会です。ローマの中心部に位置し、何人ものイタリアの巨匠たちが力を合わせて装飾してきたものです。

主題は教会の守護聖人である聖グレゴリウスと、主祭壇の下に聖遺物が安置されている初期キリスト教の殉教した聖人たち（聖マウルス、聖パピアヌス、聖ドミティラ、聖ネレウスと聖アキレウス）が一堂に会している場面と定められた。またこれらの聖人のグループ上に奇跡の聖母子像を描くことが求められた。契約が1606年9月に結ばれると、ルーベンスは簡略された油彩スケッチと構図を決定したモデロを1点ずつ呈示した。そして本作品の制作に取り掛かり、翌1607年に完成した。

## 作品
ルーベンスはサンタ・マリア・イン・ヴァリチェッラ教会の奇跡の聖母子像を崇敬する聖グレゴリウスを描いている。聖グレゴリウスは590年から604年にかけて在位した第64代ローマ教皇で、教会をオラトリオ会に与えた教皇グレゴリウス13世に対する賛辞として画面に登場している。聖霊の鳩に伴われた聖グレゴリウスは、画面中央の最上部で、プットーに囲まれ、石製の額縁に収められ、古代建築の凱旋門に飾られた奇跡の聖母像を見上げている。画面中央で古代建築を背景に立っている聖グレゴリウスは、その記念碑的な性格によって際立っている。彼の周囲には教会と関係のある6人の殉教聖人が取り囲んでいる。聖グレゴリウスの背後の画面左端に立っているのは、聖パピアヌスと黒い鎧をまとった戦士聖人である聖マウルスである。画面右端には聖ドミティラとその従者である聖ネレウスと聖アキレウスが立っている。
彼らの配置と動きは凱旋門の主要な線と一致している。例えば聖グレゴリウスがまとった大外衣の回転する動きは半円形のアーチへと戻る一方、聖ドミティラの垂直性は付柱の垂直性に対応している。
ルーベンスはヴェネツィア派の巨匠ティツィアーノ・ヴェチェッリオとパオロ・ヴェロネーゼからインスピレーションを得ているが、曲線と対となる曲線、巧みな照明の配分、外観の相互作用といった、バロック様式の要素を絵画に導入することで、優れた独創性を示している。彼らがまとった衣装の生地は洗練され、その色彩はきらめいており、ディテールへのこだわりと制作における細心の注意は、当時わずか30歳であったルーベンスの熟練した絵画技術をあますことなく明らかにしている。

## 来歴
祭壇画は翌1607年に完成したが、オラトリオ会はルーベンスの祭壇画に不満があったようである。ルーベンスは西正面の窓から入る日光の反射のため、主祭壇に設置した祭壇画がよく見えなかったと手紙の中で述べているが、西正面の窓は主祭壇から30メートルも離れていた。祭壇画を引き取ったルーベンスは代替となる新たな祭壇画の制作を申し出たが、オラトリオ会の不満を解消するため、光を吸収するスレート板を支持体として使用し、構図を全面的に改めて第2作目『ヴァリチェッラの聖母』（Madonna della Vallicella）、および主祭壇を囲む左右の壁面を飾る2点の絵画『聖グレゴリウス、聖マウルス、聖パピアヌス』（H. Domitilla geflankeerd door de HH. Nereus en Achilleus van Rome）と『聖ドミティラ、聖アキレウス、聖ネレウス』（HH. Gregorius, Maurus en Papianus）を制作した。これらは本作品の構図の構成要素を3つに分割したものであり、主祭壇画は奇跡の聖母子像の顕現が描かれ、他には6人の守護聖人が3人2組に分けて描かれた。ルーベンスはこれら3作品をわずか5か月で制作したが、除幕式には出席しなかった。
ルーベンスは本作品の買い手をもとめ、マントヴァ公ヴィンチェンツォ1世・ゴンザーガに購入を持ち掛けたが断られた。同年、ルーベンスは仕事の難しさとマントヴァ公の無関心に腹を立てながらアントウェルペンに帰郷し、画家の母マリア・ペイペリンクスの墓がある聖ミカエル修道院に寄進した。ナポレオン戦争でネーデルラントがフランスに併合された後の1800年頃に押収され、ルーヴル美術館に運ばれたのち、1811年に国家によってグルノーブル美術館に送られた。
本作品は大作であるため動かすことが困難であり、グルノーブル美術館を出たことはほとんどない。唯一の例外は1935年にパリのプティ・パレで開催された展覧会「グルノーブル美術館の傑作」（Les chefs-d’œuvre du musée de Grenoble）である。2023年にマントヴァのテ離宮で開催されたルーベンス展では、高解像度のデジタル化技術によって制作された複製が展示された。

## 習作
何点かの構図習作が知られている。黒チョークによる習作はフランス、モンペリエのファーブル美術館に所蔵されている。
ロンドンのコートールド・ギャラリーの油彩習作は、20世紀に美術商コーツァー・ギャラリー（Koetser Gallery）、ドイツ人収集家フランツ・ヴィルヘルム・ケーニッヒ、アントワーヌ・セイラーン伯爵の手に渡った。その後絵画は伯爵が死去した1978年に、プリンセス・ゲート遺贈（Princes Gate Bequest）の一部としてコートールド・ギャラリーに遺贈された。
ベルリンの絵画館の油彩習作はモデロとされている。最後のドイツ皇帝ヴィルヘルム2世のコレクションであったことが知られている。1940年、アドルフ・ヒトラーはリンツに建設することを計画していた総統美術館のためにこの油彩習作を購入した。第二次世界大戦後、絵画はミュンヘン中央美術品収集所に移されたのち、1966年までバイエルン州政府の信託管理となり、ドイツ連邦共和国から絵画館に貸与された。

## ギャラリー

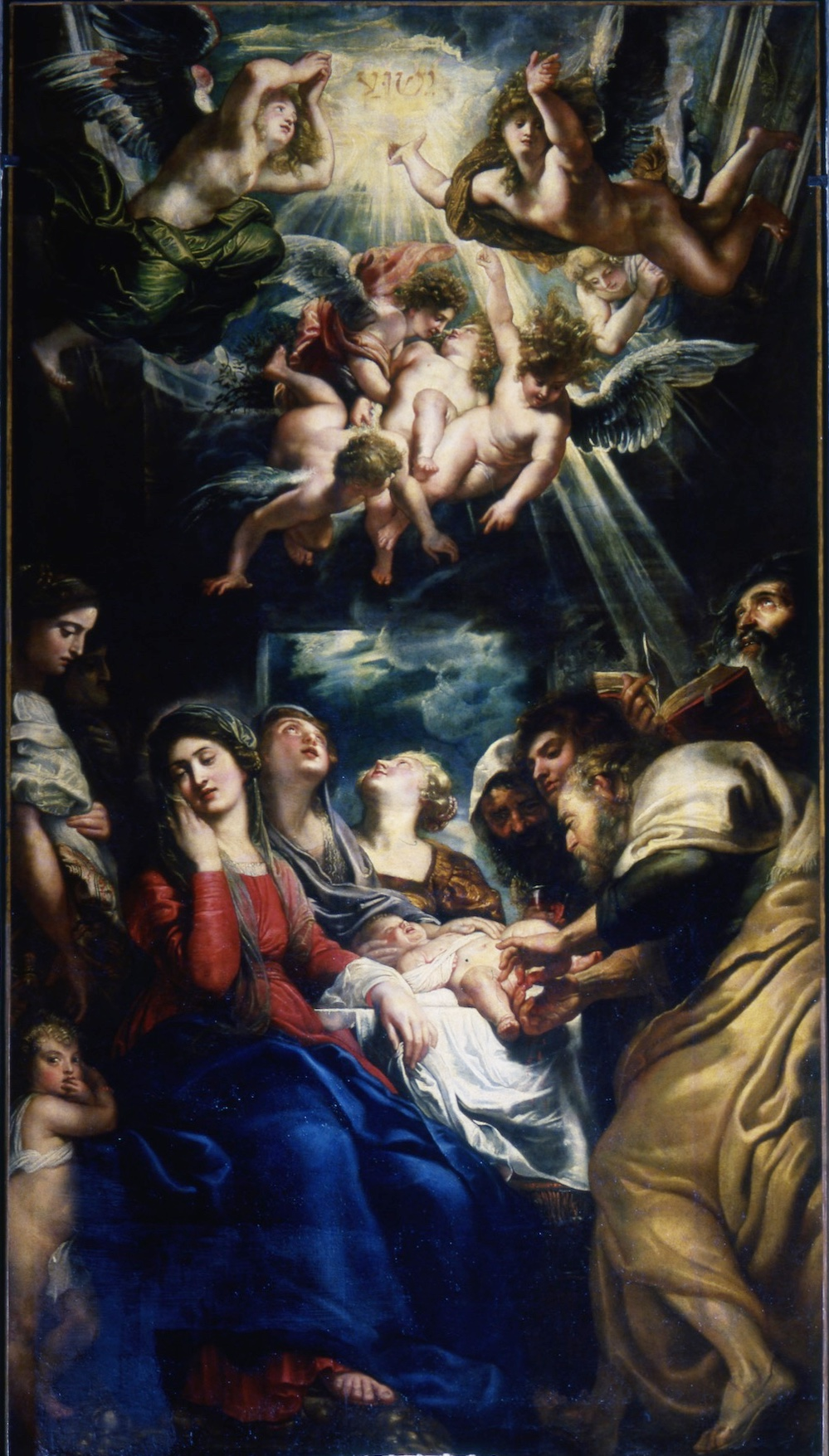
『キリストの割礼』1605年 ジェズ・エ・デイ・サンティ・アンブロージョ・エ・アンドレア教会（イタリア語版）所蔵
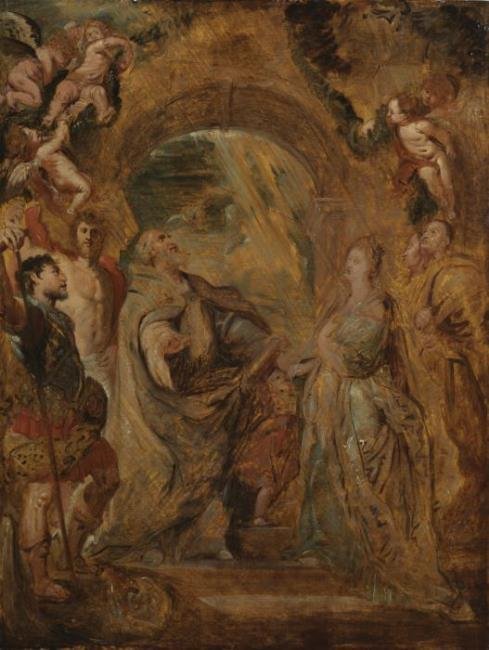
『聖グレゴリウスと聖マウルスと聖パピアヌス、聖ドミティラと聖ネレウスとアキレウス』1606年-1607年 コートールド・ギャラリー所蔵
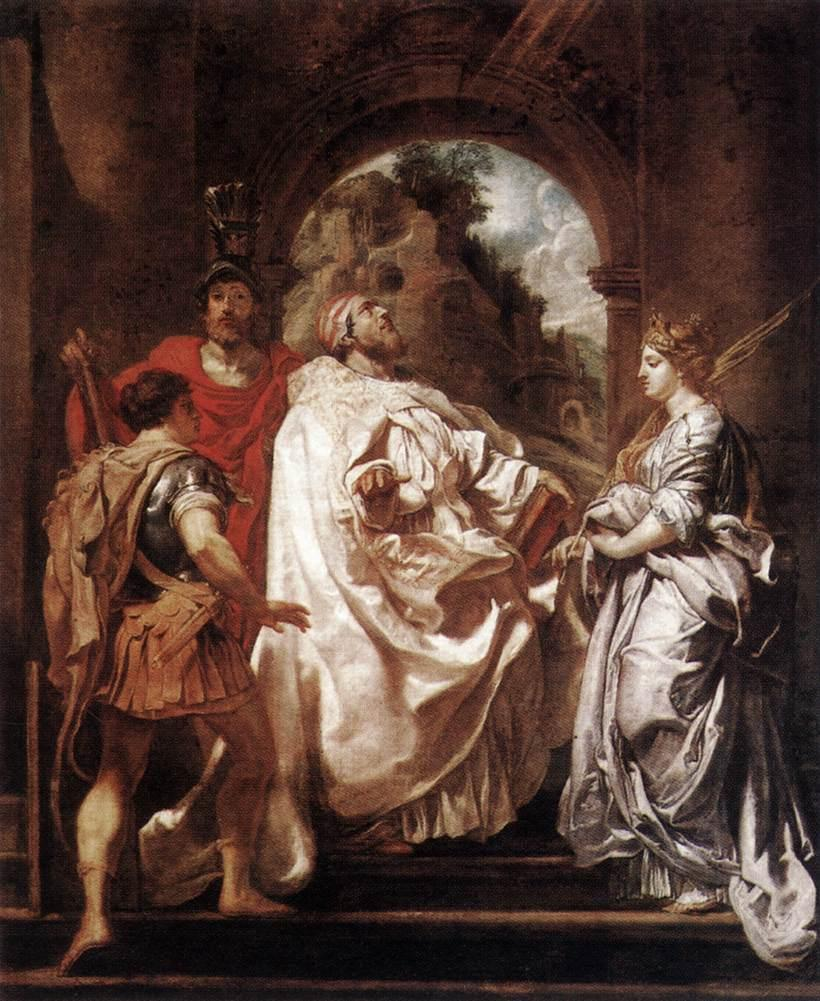
『聖グレゴリウス、聖ドミティラ、聖マウルス、聖パピアヌス』1606年 ベルリン絵画館所蔵